# Eriocaulon arechavaletae
Eriocaulon arechavaletae là một loài thực vật có hoa trong họ Cỏ dùi trống. Loài này được Herter mô tả khoa học đầu tiên năm 1935.